# Jason Connery
Jason Joseph Connery (Marylebone; 11 de enero de 1963) es un actor y director británico.
Conocido principalmente por su presencia en la serie de televisión Robin of Sherwood en 1986, dentro de la que se hizo cargo del papel principal después de que el personaje de Michael Praed fuera asesinado al final de la segunda temporada.
Jason también ha dirigido películas como The Devil's Tomb, Tommy's Honour o 51.

## Primeros años
Connery nació y creció en Londres. Hijo de la actriz Diane Cilento y del afamado actor Sean Connery. Asistió a la Millfield School, una escuela mixta independiente en el pueblo de Street, en Somerset, Inglaterra, y más tarde a la independiente Gordonstoun School en Moray, Escocia. Más tarde fue aceptado en la Bristol Old Vic Theatre School.

## Vida personal
Connery conoció a la actriz estadounidense Mia Sara durante la realización de Bullet to Beijing en Rusia. Se casaron en 1996, y en junio de 1997 tuvieron un hijo llamado Dashiell Quinn Connery. La pareja se divorció en 2002.

## Filmografía

### Actor[5]
| Año       | Película                                                                           | Personaje al que interpreta            | Notas                                                     |
| --------- | ---------------------------------------------------------------------------------- | -------------------------------------- | --------------------------------------------------------- |
| 1983      | The Lords of Discipline                                                            | MacKinnon                              |                                                           |
| 1984      | The Boy Who Had Everything                                                         | John Kirkland                          |                                                           |
| 1984      | La Primera olimpiada: Atenas 1896                                                  | Thomas Pelham Curtis                   |                                                           |
| 1984      | Nemo                                                                               | Nemo (Adolescente)                     |                                                           |
| 1985      | Doctor Who                                                                         | Jondar                                 |                                                           |
| 1986      | La venexiana (La veneciana), de Mauro Bolognini                                    | Jules                                  |                                                           |
| 1986      | Robin of Sherwood                                                                  | Robin / Robert de Huntingdon           | Serie de televisión, 13 episodios                         |
| 1987      | Worlds Beyond                                                                      | Bob                                    | Serie de televisión, episodio "Serenade for Dead Lovers"  |
| 1988      | Bye Bye Baby                                                                       | Marcello                               |                                                           |
| 1988      | Puss in Boots                                                                      | Corin                                  |                                                           |
| 1989      | Tank Malling                                                                       | Dunboyne                               |                                                           |
| 1989      | Casablanca Express                                                                 | Alan Cooper                            |                                                           |
| 1990      | Spymaker:The Secret Life of Ian Fleming                                            | Ian Fleming                            |                                                           |
| 1990      | El tren de Lenin, de Damiano Damiani                                               | David                                  |                                                           |
| 1991      | Burning Shore, de Jeannot Swarcz                                                   | Michael Courteney                      |                                                           |
| 1992      | Belleza y la Bestia                                                                | Bestia (voz)                           |                                                           |
| 1992      | The Sheltering Desert                                                              | Henno Martin                           | El desierto protector en España                           |
| 1992      | The Other Side of Paradise                                                         | Chris Masters                          | Miniserie                                                 |
| 1992      | Aladdin                                                                            | El Visir                               | Animación                                                 |
| 1994      | Jamila                                                                             | Daniyar                                |                                                           |
| 1995      | Bullet to Beijing, de George Mihalka                                               | Nick                                   | Telefilm                                                  |
| 1996      | El Sucesor                                                                         | Peter Reardon / Romanov                |                                                           |
| 1996      | Midnight in Saint Petersburg                                                       | Nikolai Petrov                         |                                                           |
| 1997      | Macbeth                                                                            | Macbeth                                |                                                           |
| 1997      | Casualty                                                                           | James Dunham                           | Serie de televisión, episodio "Hidden Depths"             |
| 1997      | The Famous Five                                                                    | Jeff Thomas                            | Serie de televisión, episodio "Five Go to Billycock Hill" |
| 1998      | Urban Ghost Story                                                                  | John Fox                               |                                                           |
| 1998      | Merlin                                                                             | Merlín de joven                        | Telefilm                                                  |
| 2000      | Shanghai Noon                                                                      | Calvin Andrews                         |                                                           |
| 2000      | The Strip                                                                          | Ray Burden                             | Serie de televisión, piloto                               |
| 2001      | Nicolas                                                                            | Peter Shaner                           |                                                           |
| 2001      | Requiem                                                                            | Mr. Hunter                             |                                                           |
| 2001      | Wishmaster 3: La piedra del diablo                                                 | Profesor Joel Barash                   |                                                           |
| 2001–2002 | Mary-Kate and Ashley in Action!!                                                   | Bennington (Voz)                       | Serie de televisión, 7 episodios                          |
| 2002      | Liberty's Kids: Est. 1776                                                          | Voz                                    | Serie de televisi´pn                                      |
| 2001–2003 | Smallville                                                                         | Dominic Sanatori                       | Serie de televisión, 3 episodios                          |
| 2003      | Gadget and the Gadgetinis                                                          | Voz                                    | Serie de televisión                                       |
| 2005      | Private Moments, de Jag Mundhra                                                    | Gillian                                |                                                           |
| 2005      | Amateur, cortometraje                                                              | Hombre en televisión                   |                                                           |
| 2005-2006 | Trollz                                                                             | Señor Trollheimer Estrella (voz)       |                                                           |
| 2006      | The Wild                                                                           | Flamingo (Voz)                         |                                                           |
| 2006      | Lightspeed                                                                         | Daniel Leight / Lightspeed             | Telefilm                                                  |
| 2006      | The Lord of the Rings: The Battle for Middle-earth II - The Rise of the Witch-king | Capitán Carthedan / Karsh el Whisperer | Videojuego                                                |
| 2006      | The Far Side of Jericho                                                            | John                                   |                                                           |
| 2006      | Hoboken Hollow                                                                     | Trevor Lloyd                           |                                                           |
| 2007      | The Thirst: Blood War                                                              | Cladius                                |                                                           |
| 2007      | Night Skies                                                                        | Richard                                |                                                           |
| 2007      | George Lopez, serie de televisión                                                  | Mike                                   |                                                           |
| 2007      | Velocity                                                                           | Mic                                    |                                                           |
| 2007      | Brotherhood of Blood                                                               | Keaton                                 |                                                           |
| 2007      | An Accidental Christmas                                                            | Myles                                  | Telefilm                                                  |
| 2008      | Chinaman’s Chance: America’s Other Slaves                                          | Sam                                    |                                                           |
| 2008      | La línea                                                                           | Randall                                |                                                           |
| 2009      | Alone in the Dark II                                                               | Parker                                 |                                                           |
| 2009      | Dragonquest                                                                        | Gurion                                 |                                                           |
| 2010      | The Search for Santa Paws                                                          | Haggis                                 |                                                           |
| 2010      | Old West                                                                           | Frank                                  | Cortometraje                                              |
| 2011      | Criminal Minds: Suspect Behavior                                                   | John Clayford                          | Serie de televisión, episodio "The Girl in the Blue Mask" |
| 2011      | Sword                                                                              | Robert Teasdale                        | Cortometraje                                              |
| 2014      | Alien Strain                                                                       | Psiquiatra                             |                                                           |